# Енгелберт II фон Насау
Енгелберт II фон Насау (на немски: Engelbert II, der Ruhmreiche; * 17 май 1451, Бреда; † 31 май 1504, Брюксел) е господар на Бреда и от 1475 до 1504 г. граф на Насау-Бреда.

## Живот
Той е най-възрастният син на граф Йохан IV фон Насау (1410 – 1475) от Дом Насау и на Мария (1426 – 1502) от Лоон-Хайнсберг.
Енгелберт II се жени на 19 декември 1468 г. в Кобленц за Кимбурга фон Баден (1450 – 1501), дъщеря на маркграф Карл и Катарина Австрийска, дъщеря на херцог Ернст Железни, по-малка сестра на император Фридрих III. Бракът остава бездетен, но той има две извънбрачни деца.
През 1473 г. той е приет в Ордена на Златното руно.
През 1475 г. Енгелберт наследява баща си и оттогава се нарича граф на Насау-Диленбург и Вианден, господар на Бреда. От 1486 г. Енгелберт II е щатхалтер на Фландрия и гуверньор на Лил. През 1496 г. той става и щатхалтер на Графство Холандия.
Енгелберт умира през 1504 г. и е наследен от брат му Йохан V.